# Clemenceau (R98)
Clemenceau (R98) ofta kallad "le Clem'", var ett hangarfartyg i Clemenceau-klassen i franska flottan. Hon var Frankrikes sjätte hangarfartyg och hon tjänstgjorde mellan 1961 och 1997. Hon var det andra franska krigsfartyget som namngivits efter Georges Clemenceau. Hon utrangerades 1 oktober 1997.
När fartyget skulle skrotas avsågs det att transporteras till Indien för nedmontering men när det blev allmänt känt att det innehöll så mycket miljöfarliga ämnen togs det tillbaka av den franska staten som själva fick ta hand om nedmonteringen.. Hon skrotades av Able UK i Hartlepool.